# 黎曼-勒贝格定理
在数学分析中，黎曼-勒贝格定理（或黎曼-勒贝格引理、黎曼-勒贝格积分引理）是一个傅里叶分析方面的结果。这个定理有两种形式，分别是关于周期函数（傅里叶理论中关于傅里叶级数的方面）和关于在一般实数域{\displaystyle \mathbb {R} }上定义的函数（傅里叶变换的方面）。在任一种形式下，定理都说明了可积函数在傅里叶变换后的结果在无穷远处趋于0。这个结果也可以适用于局部紧致的阿贝尔群。

## 历史

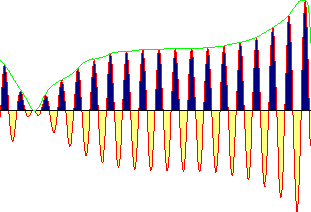
图1. 黎曼-勒贝格定理说明了图中蓝色的部分的面积减去黄色部分的面积在频率增大的时候趋向于0，也就是说，两种颜色的面积趋于相等。

波恩哈德·黎曼发表这个定理的最初版本是在公元1854年，作为他为哥廷根大学的特许任教资格进行的答辩的关于三角级数的论文《论函数之三角级数表示》（Über die Darstellbarkeit einer Function durch eine trigonometrische Reihe）中的一部分。在这一篇答辩论文中，黎曼首先定义了现在以他的名字命名的黎曼积分。在黎曼积分的理论基础上，黎曼得出了许多与傅里叶级数相关的结果，其中包括了黎曼-勒贝格定理。在黎曼逝世后的第二年（1867年），这篇答辩论文被收录在《黎曼著作集》中发表，1873年被翻译成法语。

## 定理的叙述

### 实数函数
设 {\displaystyle f} 为一个在实数域{\displaystyle \mathbb {R} }的区间{\displaystyle I}上定义的L1可积函数，取值为实数或复数。那么有
{\displaystyle \lim _{s\to \pm \infty }\int _{I}f(t)\,e^{-ist}\,dt=0}
在傅里叶分析中，可以将定理中的表达式变成相关的概念。
- 当区间{\displaystyle \mathbb {I} }是{\displaystyle [0,2\pi ]}的时候，黎曼-勒贝格定理变为

{\displaystyle \lim _{n\to \pm \infty }\int _{I}f(t)\,e^{-int}\,dt=0}
其中的n是整数。因此，对于周期是 {\displaystyle 2\pi } 的局部可积的周期函数，其对应的傅里叶级数的系数{\displaystyle c_{n}(f)}在n趋于正无穷或负无穷时都会趋于0。比如说对于分段连续的函数，以上结果就是成立的。
- 当区间{\displaystyle \mathbb {I} }包括了整个实数轴{\displaystyle (-\infty ,\infty )}的时候，黎曼-勒贝格定理则说明函数的傅里叶变换在无穷远处等于0。

{\displaystyle \lim _{s\to \pm \infty }{\hat {f}}(s)=\lim _{s\to \pm \infty }\int _{-\infty }^{+\infty }f(t)\,e^{-ist}\,dt=0}

### 抽象调和分析
设 {\displaystyle G} 为一个局部紧致的阿贝尔群（空间的可分性已经被紧性保证），而 {\displaystyle {\hat {G}}} 为其对偶群。给定一个定义域为 {\displaystyle G}，而取值为实数或复数域的函数 {\displaystyle f}，并假设 {\displaystyle f} 在哈尔测度下在 {\displaystyle G} 上可积。那么 {\displaystyle f} 的傅里叶变换在 {\displaystyle {\hat {G}}} 的无穷远处为0。

## 证明
定理的证明大致是基于一类基本或初等的函数在可积函数集合 {\displaystyle {\mathsf {L}}^{1}(\mathbb {R} )} 中的稠密性。这些函数都是能够简单的推出定理的成立，例如阶梯函数或足够光滑的函数（如{\displaystyle C^{1}}的函数）。
证明的思路是首先证明对一类简单的函数定理成立，然后再利用这一类函数在可积函数函数集合中的稠密性，将每个可积函数看成是一列此类函数的极限，于是由函数的可积性可以使用勒贝格控制收敛定理，证明对于一般可积函数的情况。
例如，对于在某个区间[a, b]上连续可导的函数（即{\displaystyle C^{1}}的函数），运用分部积分法可以很容易地证明定理成立。运用分部积分法可以得到：
{\displaystyle \int _{a}^{b}f(t)e^{-ist}\,\mathrm {d} t={\frac {i}{s}}f(b)e^{-isb}-{\frac {i}{s}}f(a)e^{-isa}-{\frac {i}{s}}\int _{a}^{b}f'(t)e^{-ist}\,\mathrm {d} t}
{\displaystyle {\begin{aligned}\left\|\int _{a}^{b}f(t)e^{-ist}\,\mathrm {d} t\right\|&={\frac {1}{s}}\left\|f(b)e^{-isb}-f(a)e^{-isa}-\int _{a}^{b}f'(t)e^{-ist}\,\mathrm {d} t\right\|\\&\leq {\frac {1}{s}}\left(\left\|f(b)\right\|+\left\|f(a)\right\|+\int _{a}^{b}\left\|f'(t)\right\|\,\mathrm {d} t\right)\end{aligned}}}

由于 {\displaystyle f} 是{\displaystyle C^{1}}的函数，{\displaystyle f'} 有界，于是以上括号中的三项都是有限的，因此当 {\displaystyle s} 趋于无穷的时候，式子趋于0。
对于阶梯函数，经过类似的计算，也可以容易地证明定理成立。而由于紧支撑的阶梯函数的集合（或{\displaystyle C^{1}}函数的集合）在所有可积函数集合{\displaystyle {\mathsf {L}}^{1}(\mathbb {R} )}中是稠密的，于是只要将每个可积函数 {\displaystyle f} 看成是一列紧支撑阶梯函数（或{\displaystyle C^{1}}函数）的极限，那么根据勒贝格控制收敛定理，就有：
{\displaystyle {\begin{aligned}\lim _{s\to \infty }\int _{I}f(t)e^{-ist}\mathrm {d} t&=\lim _{s\to \infty }\int _{I}\lim _{n\to \infty }f_{n}(t)e^{-ist}\mathrm {d} t=\lim _{s\to \infty }\lim _{n\to \infty }\int _{I}f_{n}(t)e^{-ist}\,\mathrm {d} t\\&=\lim _{n\to \infty }\lim _{s\to \infty }\int _{I}f_{n}(t)e^{-ist}\,\mathrm {d} t=0\end{aligned}}}